# پرستون کندوور
پرستون کندوور (به انگلیسی: Preston Candover) یک روستا و محله مدنی در بریتانیا است که در Basingstoke and Deane واقع شده‌است. پرستون کندوور ۳۵۷ نفر جمعیت دارد.